# Dauphin Island, Alabama
Dauphin Island là một thị trấn thuộc quận Mobile, tiểu bang Alabama, Hoa Kỳ. Dân số năm 2009 là 1602 người, mật độ đạt 97 người/km².